# 浅井章良
浅井 章良（あさい あきら、1963年4月 - ）は、日本の生物学者（創薬科学・生物有機化学・分子生物学・細胞生物学）。学位は博士（工学）（慶應義塾大学・1997年）。静岡県立大学大学院薬学研究院教授・附属創薬探索センター教授・薬学部教授。
協和醱酵工業株式会社東京研究所研究員、協和醱酵工業株式会社医薬総合研究所主任研究員、静岡県立大学大学院薬学研究科教授などを歴任した。

## 来歴

### 生い立ち
神奈川県立湘南高等学校を卒業後、慶應義塾大学理工学部応用化学科を卒業し、慶應義塾大学大学院理工学研究科の修士課程を修了した。

### 研究者として
修士課程修了後は協和醱酵工業に採用され、東京研究所に配属され研究員となった。そこでの研究の傍らアメリカ合衆国に何度か派遣されており、ジェロンやスクリプス研究所にて勤務している。その後、協和醱酵工業の医薬総合研究所にて主任研究員に就任した。1997年3月、「Studies on DNA-alkylating antitumor antibiotics」（DNA結合性抗腫瘍性抗生物質に関する研究）にて慶應義塾大学より博士（工学）を取得した。
学術活動としては、2003年に東京工業大学生命理工学部にて非常勤講師を兼任した。2004年からは静岡県立大学大学院薬学研究科にて教授に就任し、薬学研究科に新設された創薬探索センターに所属している。2012年、薬学研究科が生活健康科学研究科と統合され2研究院1学府に再編されたことにともない、新設された薬学研究院にて教授に就任した。

## 研究
研究の専門分野としては、創薬科学、生物有機化学、分子生物学、細胞生物学といった分野が挙げられている。分子標的治療にて使用する分子標的治療薬の開発に取り組んでおり、分子標的治療薬のアッセイ法や評価法を開発したり、リード化合物の探索や最適化を行っている。
静岡県立大学創薬探索センターでは、浅井らが開発した新薬の収益で研究費を賄うことを目指している。静岡県知事石川嘉延が提唱した「ファルマバレー構想」の一翼を担う施設と位置づけられており、財団法人しずおか産業創造機構ファルマバレーセンターや民間企業らと提携しともに新薬開発を進めている。

## 人物
二児の父である。

## 著作
研究業績を論文として纏め、『米国化学会誌』、『アンゲヴァンテ・ケミー』、
『Journal of Medicinal Chemistry』、『Nucleic Acids Research』といった学術雑誌の誌上で発表している。小郷尚久らと執筆した論文「Structure-Guided Design of Novel l-Cysteine Derivatives as Potent KSP Inhibitors」は、アメリカ化学会の発行する『ACS Medicinal Chemistry Letters』に掲載されるとともに、同誌の表紙を飾っている。

## 略歴
- 1963年 - 誕生。
- 1987年 - 慶應義塾大学理工学部卒業。
- 1989年 - 慶應義塾大学大学院理工学研究科修士課程修了。
- 1989年 - 協和醱酵工業株式会社東京研究所研究員。
- 1995年 - Geron Corporation派遣。
- 2001年 - Scripps Research Institute客員研究員。
- 2002年 - 協和醱酵工業株式会社医薬総合研究所主任研究員。
- 2003年 - 東京工業大学生命理工学部非常勤講師。
- 2004年 - 静岡県立大学大学院薬学研究科教授。
- 2012年 - 静岡県立大学大学院薬学研究院教授。